# Aryandes forficata
Aryandes forficata är en ringmaskart som beskrevs av Johan Gustaf Hjalmar Kinberg 1866. Aryandes forficata ingår i släktet Aryandes och familjen Ampharetidae. Inga underarter finns listade i Catalogue of Life.